# 丰太村 (卢氏县)
丰太村，中华人民共和国河南省卢氏县徐家湾乡所辖的一个行政村，位于该乡东北角，距乡政府5公里。全村239户、937人，分为12个居民组。耕地面积745.5亩。 行政区划代码411224208201。